# Rita Jolivet
Rita Jolivet, née Marguerite Lucile Jolivet le 25 septembre 1884 à Westervale (Etat de New York) et morte le 2 mars 1971 à Nice, est une actrice britannique d'origine française, active au théâtre et au cinéma au début du XXe siècle. Elle est connue en privé en tant que « comtesse Marguerite de Cippico ».

## Généalogie
Rita Jolivet est l'une des trois enfants de Charles Eugène Jolivet (1840-1920), originaire de New York dans la localité de Castleton (en) sur Staten Island, propriétaire de vastes vignobles en France et de son épouse française, Pauline Hélène Vaillant (1857-1957), musicienne. Après son mariage en 1879, Pauline ne reparait plus sur les scènes de concert. Jolivet avait une sœur, Henriette Inez, et un frère, Alfred Eugène. L'arrière-grand-mère de Jolivet est le seul membre de sa famille à échapper à la guillotine pendant la Révolution française. Sa grand-mère Vaillant qui est aussi chanteuse, fait partie de la cour de Napoléon III.

## Position sociale
Jolivet est une habituée de la bonne société de Londres. Elle est proche amie de la famille de lord Lowther, l'ambassadeur britannique dans l'Empire ottoman. Sa sœur, Leigh, est une violoniste réputée qui joue sous le nom de Inès Jolivet. Elle reçoit des décorations du roi Édouard VII et du tsar Nicolas II.

## Théâtre
Elle commence sa carrière au théâtre en tant que page et fait ses débuts à Londres dans Beaucoup de bruit pour rien. Jolivet tient le rôle de Juliette pour William Poel (en) de Londres, qui a produit Roméo et Juliette. Poel dirige une compagnie d'acteurs qui jouent dans les villes universités d'Angleterre en donnant des représentations de Shakespeare. Jolivet est une élève de mademoiselle Thénaud, ancienne actrice de premier plan de la Comédie-Française et chiromancienne personnelle de la reine Victoria. En 1910, Jolivet est l'actrice principale de George Alexander dans sa pièce « L'excentrique Seigneur Comberdene ».
Rita Jolivet tient le rôle de Marsinah dans la première représentation américaine de Kismet en 1911. Produit par Harrison Gris Fiske, le rôle principal de Hajj le mendiant est tenu par Otis Skinner.
Elle fait partie de la distribution de A Thousand Years Ago présenté au Shubert Theatre en janvier 1914. La pièce a pour origine le livre des Mille et une Histoires écrit par un moine persan du XIIIe siècle. Jolivet incarne aussi Turandot, princesse de Chine.

## Survivante du RMS Lusitania
Elle est passagère sur le Lusitania le 7 mai 1915 quand celui-ci est torpillé par un U-boat allemand dans l'océan Atlantique. Jolivet est secourue après être restée avec Charles Frohman sur le pont du navire lorsque le paquebot coulait. Le producteur de théâtre murmure ses derniers mots à Jolivet : « Pourquoi craindre la mort? C'est la plus belle aventure de la vie ».
Jolivet est sauvée après avoir grimpé sur une chaise et obtenu une bouée de sauvetage qui était dans sa cabine. Elle plonge dans l'océan avant d'être récupérée. Jolivet témoigne en Cour fédérale de district lors d'une audience concernant une requête de la Cunard Line qui possédait le Lusitania. La société cherchait une limitation de responsabilité pour les morts et les dégâts occasionnés par la tragédie.
Charles Frohman est le producteur de Rita Jolivet. Jolivet joue aussi au cinéma à cette époque mais après la mort de Frohman lors du torpillage du Lusitania sa carrière prend fin. Sa célébrité n'est pas encore assurée comme cela était le cas pour Ethel Barrymore, Maude Adams ou Elsie Ferguson parmi d'autres, toutes protégées de Frohman.

## Carrière cinématographique
Rita Jolivet préfère travailler pour le cinéma (muet) que pour le théâtre car le silence donne plus de latitude à son expression dramatique.
Sa carrière cinématographique commence en Italie avec la compagnie Ambrosia. Elle tourne dans Fata Morgana (1914), Zvani (1915), L'onore di Morire (1915), La Mano di Fatma (1915), et Cuore éd Arte (1915). Après la guerre elle revient en Italie pour tourner Teodora (1919). Elle y incarne l'impératrice Théodora dans un roman célèbre du dramaturge Victorien Sardou. Le film dépeint à la fois sa beauté et son charme avec précision. Le film est projeté dans les cinémas américains en 1922.
En Amérique Jolivet est engagée par Famous Players-Lasky. Son premier film Hollywoodien est The Unafraid (1914). En 1917, Jolivet et Vincent Serrano tournèrent One law for both. Le drame, réalisé par Ivan Abramson, illustre les méthodes secrètes et l'agitation des révolutionnaires.
Jolivet et son mari font don du produit de Lest We Forget (1918) à « l'allégement de la souffrance causée par la Première Guerre mondiale ». Elle est une énergique propagatrice des Liberty Bonds. Il est rapporté qu'elle en vendit plus à travers les États-Unis que Douglas Fairbanks, Charlie Chaplin et Mary Pickford ensemble. En une seule semaine de mai 1918 Jolivet rassemble plus de 5 000 000 $ en Liberty Bonds à Baltimore, Maryland.
Lest we forget est projeté à Washington, Jolivet s'adressant au public avant trois de ses projections. Elle parle de son éprouvante expérience personnelle depuis que la guerre a commencé en août 1914 quand elle était en France. Dans le film, elle joue Rita Heriot, soprano à Paris. Heriot est sauvée du naufrage du Lusitania RMS après avoir honoré un engagement au Metropolitan Theatre de New York.
Jolivet continue à tourner en France et en Italie jusqu'en 1926. 
Rita Jolivet est décédée en 1971 à Nice. Elle avait dansé dans la maison d'un ami, était tombée et meurt de ses blessures à l'hôpital. Même sur son lit de mort elle faisait secret de son âge, déclarant avoir 77 ans quand elle était déjà dans sa 81e année. Selon sa volonté elle n'est pas enterrée et ses cendres sont dispersées.

## Broadway
- Kismet (1911)
- Where Ignorance Is Bliss (1913)
- A Thousand Years Ago (1914)
- What It Means To A Woman (1914)
- Mrs. Boltay’s Daughters (1915)

## Filmographie
- Fata Morgana (1914)

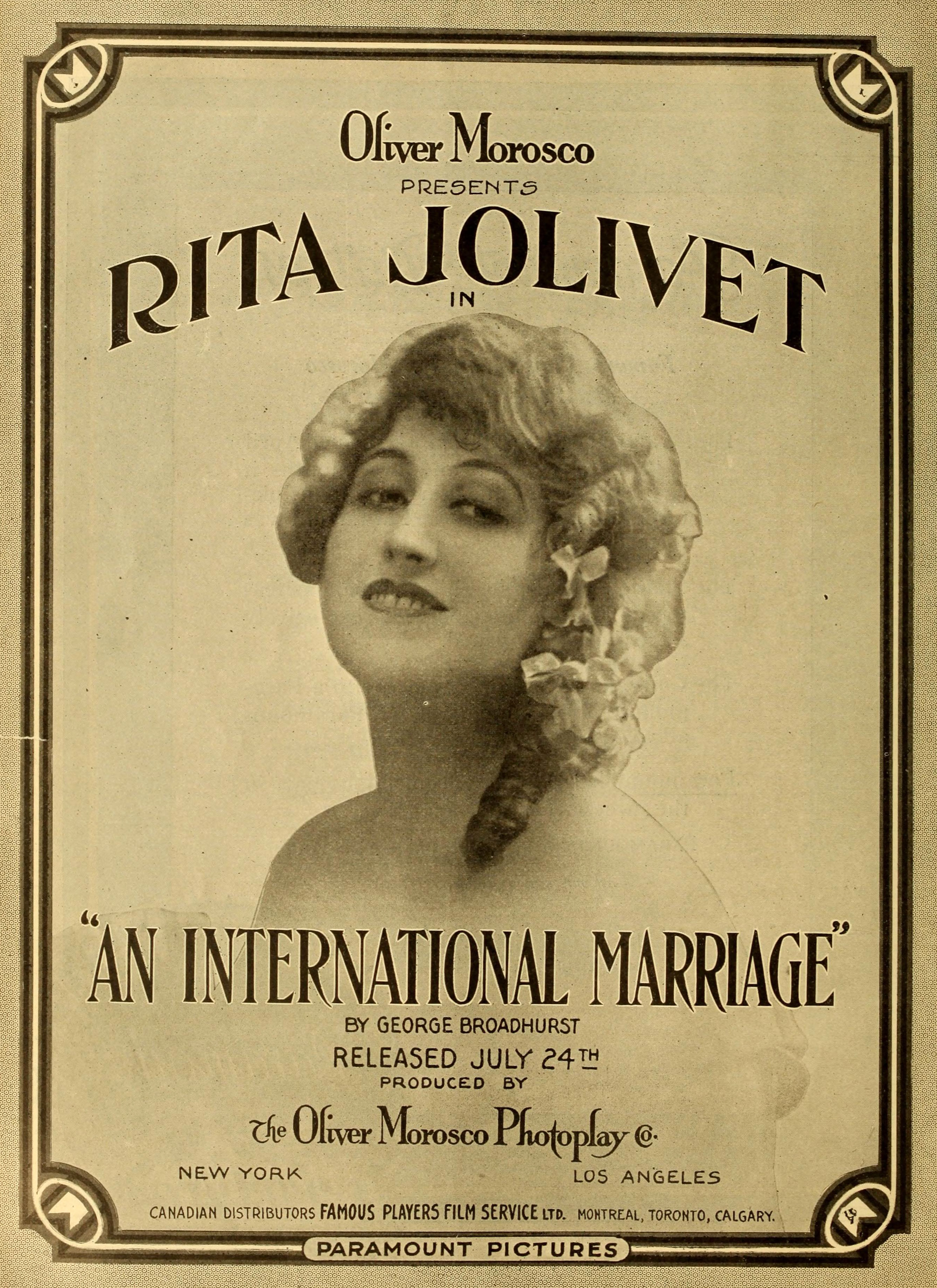
An International Marriage (1916)

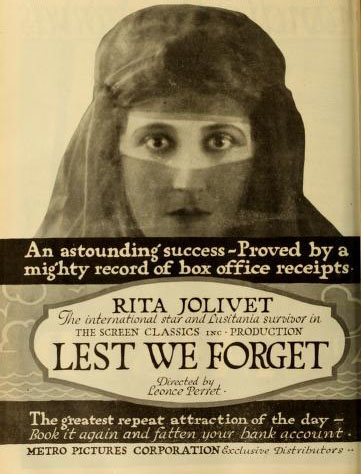
Lest We Forget (1918)

- The Unafraid (autre titre The Unexpected) (1915)
- Zvani (1915)
- The Masque Of Life (1915)
- Monna Vanna (1915)
- La Mano di Fatma (1915)
- Cuore ed arte (1915)
- Love’s Sacrifice (1916)
- L'onore di morire (1916)
- Her Redemption (1916)
- An International Marriage (1916) : Florence Brent
- One Law For Both (1917) : Elga Pulaski
- Quello che videro I miei occhi (1917)
- National Red Cross Pageant (1917) : France
- N'oublions jamais (Lest We Forget (1918) : Rita Heriot
- Théodora (autre titre Theodora The Slave Princess) (1921) : Theodora
- The Bride’s Confession (1921)
- Roger la Honte (1922)
- The Fall Of An Empress (autre titre Messalina) (1922)
- La mariage de minuit (1923)
- Phi-Phi (1926)
- Le Marchand de bonheur (1926)

## Sources
- (de)/(en) Cet article est partiellement ou en totalité issu des articles intitulés en allemand « Rita Jolivet » (voir la liste des auteurs) et en anglais « Rita Jolivet » (voir la liste des auteurs).

1. ↑  « Marguerite Lucile Jolivet – New York Births and Christenings », sur FamilySearch (consulté le 2 octobre 2016)